# Nueva Unión Ciudadana
Nueva Unión Ciudadana (NUC) es un partido político de Argentina de derecha con personería en la provincia de Buenos Aires. Su presidente y uno de sus fundadores es Juan Carlos Neves.
El partido de Neves se define como un espacio que está “con la vida, la familia, la seguridad, la dignidad, el trabajo, el desarrollo, la salud, la educación, la justicia”, y también con “el conocimiento, la propiedad privada, la libertad de prensa, la soberanía, la defensa de los intereses nacionales, la ética y la espiritualidad”.
Reconocido legalmente en 2005 originalmente con el nombre de Unión por Todos provincia de Buenos Aires cambió su nombre a Unión Ciudadana y comenzó su actividad política independiente en el año 2007 cuando Unión Por Todos CABA, encabezado por la licenciada Patricia Bullrich, se incorporó a la Coalición Cívica.
En el año 2009 cambió su nombre a Nueva Unión Ciudadana por disposición de la justicia electoral, dado que ésta comprobó tardíamente que el nombre Unión Ciudadana ya era utilizado por un partido de la Provincia de Córdoba. Desde entonces el partido Nueva Unión Ciudadana continuó participando con este nombre.

## Historia
En las elecciones del año 2007 participó en la Alianza VAMOS, llevando como candidato a Gobernador y Primer Diputado Nacional a Juan Carlos Blumberg.
En las elecciones del 2009 participó por primera vez sin aliados en toda la provincia de Buenos Aires llevando como primer candidato a diputado a su presidente, Juan Carlos Neves, y organizando treinta y ocho municipios y cinco secciones electorales.
En las elecciones del año 2013 participa del frente Unión con FE, llevando como candidato a Diputado Nacional por la provincia de Buenos Aires encabezado por Gerónimo "Momo" Venegas.
En las elecciones del año 2017 participó del Frente Justicialista Cumplir llevando como candidato a Senador Nacional a Florencio Randazzo obteniendo el 5,31% de los votos, y como Diputado Nacional a Eduardo Bucca con el 5,21% de los votos.
En las elecciones del año 2019, integrando la Alianza NOS junto al partido Conservador Popular, esta alianza llevó su propio candidato presidencial, Juan José Gómez Centurión, y superó las PASO ocupando el quinto lugar en el orden nacional.
El partido se presentó en las elecciones legislativas del 2021, pero no superó el piso de las PASO.